# All or Nothing (album des Subways)
Pour les articles homonymes, voir All or Nothing.
Albums de The Subways
Young for Eternity
(2005) Money and Celebrity
(2011)
Singles
1. Girls & Boys
Sortie : 25 mars 2008
2. Alright
Sortie : 16 juin 2008
3. I Won't Let You Down
Sortie : 25 août 2008

All or Nothing est le deuxième album du groupe anglais de rock indépendant The Subways, publié le 30 juin 2008.
Trois singles sont extraits de l'album : Girls & Boys, Alright et I Won't Let You Down. Il atteint la 17e place des charts albums au Royaume-Uni.

## Liste des chansons
Toute la musique est composée par Billy Lunn.
| No  | Titre                | Durée |
| --- | -------------------- | ----- |
| 1.  | Girls & Boys         | 3:33  |
| 2.  | Kalifornia           | 2:54  |
| 3.  | Alright              | 2:51  |
| 4.  | Shake! Shake!        | 2:45  |
| 5.  | Move to Newlyn       | 2:44  |
| 6.  | All or Nothing       | 3:12  |
| 7.  | I Won't Let You Down | 3:42  |
| 8.  | Turnaround           | 2:48  |
| 9.  | Obsession            | 3:08  |
| 10. | Strawberry Blonde    | 4:38  |
| 11. | Always Tomorrow      | 2:58  |
| 12. | Lostboy              | 3:10  |

## Charts
| Chart (2008)    | Position |
| --------------- | -------- |
| UK Albums Chart | 17       |